# Bamrūd
Bamrūd (persiska: بمرود, Banamrūd) är en ort i Iran.   Den ligger i provinsen Sydkhorasan, i den östra delen av landet, 800 km öster om huvudstaden Teheran. Bamrūd ligger 929 meter över havet och antalet invånare är 961.
Terrängen runt Bamrūd är platt åt sydväst, men åt nordost är den kuperad.Runt Bamrūd är det glesbefolkat, med 10 invånare per kvadratkilometer. Närmaste större samhälle är Hajiabad, 9 km sydväst om Bamrūd. Trakten runt Bamrūd är ofruktbar med lite eller ingen växtlighet.